# 幽州节度使
幽州節度使，又称幽薊節度使、燕薊節度使、范阳節度使、卢龙军節度使，是唐朝在燕薊（今北京、河北地区）设置的節度使，天宝十节度之一。安史之乱的根据地，后直到五代割据河北，为河北三镇之一。

## 历史
唐玄宗先天二年（713年）设置幽州节度使，幽州节度使负责防御奚族、契丹，治幽州（又稱「燕州」、范阳郡，今北京到保定一帶），统辖幽州、蓟州、妫州、檀州、易州、定州、恒州、莫州、沧州等9州。天宝元年（742年），改为范阳節度使。安禄山、史思明以范阳、河东、平卢为根据地，发动叛乱，建立大燕，史称安史之乱。
安史之乱结束后，改为幽州節度使，因领卢龙军，又称卢龙军節度使。广德元年（763年）李怀仙投降唐朝，唐朝为了笼络河北旧部，任命李怀仙为幽州、卢龙军节度使。唐德宗建中年间四镇之乱时，幽州朱滔自称冀王。
元和十四年（819年），卢龙军节度使刘总的臣服，标志着元和中兴的顶峰。两年后，朝廷任命文官张弘靖为幽州、卢龙军节度使。但由于处置措施不当，卢龙军节度使又被軍人把持割据。直到唐朝灭亡。
唐朝灭亡后，卢龙军节度使刘守光自称大燕皇帝，后為后唐莊宗李存勗所灭。
后晋建立前夕，石敬瑭将燕薊节度使全境之燕州（幽州）、蓟州、顺州、檀州、儒州、瀛州、莫州、涿州、新州、媯州、武州等十一個州，和河东节度北部雲州、蔚州、寰州、应州、朔州五州割让给契丹国，这就是燕云十六州。

## 历代節度使
- 张说（718－720年）
- 邵宠（720年）
- 王晙（720年）
- 裴伷先（721－727年）
- 李瑶（724－727年，遥领）
- 郑溥（725－726年）
- 李尚隐（727－729年）
- 赵含章（732－733年）
- 薛楚玉（733－734年）
- 张守珪（734－739年）
- 李适之（739－741年）
- 王斛斯（741－742年）
- 裴宽（742－743年）
- 安禄山（744－755年）
- 贾循（755年）
- 封常清（755年，未任）
- 李光弼（756年）
- 史思明（756年，安禄山任命）
- 向润客（756年，安禄山任命）
- 史思明（757－759年，安庆绪任命）
- 李筌（759年）
- 李光弼（759年）
- 张通儒（760－761年，史思明任命）
- 李怀仙（761－768年）
- 王缙（768年，未实际控制）
- 朱希彩（768－772年）
- 朱泚（772－774年）
- 朱泚（774－782年，遥领）
- 朱滔（775－785年）
- 刘怦（782年）
- 王武俊（784年，未任）
- 刘怦（785年）
- 刘济（785－810年）
- 刘总（810－821年）
- 张弘靖（821年）
- 刘悟（821年，推辞未赴任）
- 朱克融（821－826年）
- 朱延嗣（826年）
- 李载义（826－831年）
- 李运（831年，遥领）
- 杨志诚（831－834年）
- 李淳（834年，遥领）
- 史元忠（834－841年）
- 陈行泰（841年）
- 张绛（841年）
- 张仲武（841－849年）
- 张直方（849年）
- 周綝（849－850年）
- 张允伸（850－872年）
- 张简会（872年）
- 张公素（872－875年）
- 李茂勋（875－876年）
- 李杰（876年，遥领）
- 李可举（876－885年）
- 李全忠（885－886年）
- 李匡威（886－893年）
- 李匡筹（893－894年）
- 刘仁恭（895－907年）
- 刘守光（907－913年）
- 周德威（913－918年）
- 李嗣昭（919－920年）
- 李绍宏（920－923年）
- 李存审（923－924年）
- 李存贤（924－925年）
- 赵德钧（925-926年名李绍斌） (925－936年）
- 赵延寿（936－947年）
- 萧海真（947－952年）

## 辖区
- 幽州（治今北京），首府
- 檀州（治今北京密云）
- 蓟州（治今天津蓟县）
- 妫州（治今河北怀来）
- 涿州（治今河北涿州）
- 莫州（治今河北任丘北）
- 瀛州（治今河北河间）
- 平州（治今河北卢龙）
- 营州（治今辽宁朝阳，唐末迁至今河北昌黎）

### 后期新设州
- 顺州（治今北京顺义）
- 儒州（治今北京延庆）
- 新州（治今河北涿鹿）
- 武州（治今河北宣化）

### 短期暂领
- 沧州（治今河北沧州）
- 定州（治今河北定州）
- 易州（治今河北易县）
- 恒州（治今河北正定）
- 冀州（治今河北冀州）
- 洺州（治今河北永年）
- 安东都护府（治今辽宁义县）